# Lőrinc Mészáros
Lőrinc Mészáros (Székesfehérvár, 24 de febrero de 1966) es un político y empresario húngaro, conocido como la primera fortuna del país.
Alcalde de Felcsút desde 2011 y cercano a Viktor Orbán, Lőrinc Mészáros ha visto aumentar considerablemente su fortuna desde principios de los años 2000, principalmente en el sector de la construcción y, más recientemente, en los medios de comunicación. Según la revista Forbes en 2020 tenía una fortuna estimada en 1100 millones de euros. 
Su fortuna proviene en gran medida de la contratación pública. En 2017, Lőrinc Mészáros y su familia obtuvieron más de 1500 millones de euros en contratación pública y más del 80% de esta suma provino de fondos de la Unión Europea. Su proximidad al primer ministro Viktor Orbán le permite beneficiarse periódicamente de contratos estatales sin licitación. También se benefició de la privatización de tierras agrícolas que anteriormente pertenecían al Estado húngaro. Ha afirmado que debe su éxito a «Dios, a la suerte y a Viktor Orbán».
En el ámbito de los medios de comunicación ha desempeñado un papel similar respecto de Viktor Orbán al de Yuri Kovalchuk en favor de Putin. Junto con otros dos empresarios se hizo con el control de los dieciocho periódicos regionales de Hungría entre 2016 y 2027. Una empresa relacionada con Mészáros compró y cerró Népszabadság, el principal periódico opositor del país.